# Mona Lisa
Mona Lisa (Italiaans: La Gioconda, Frans: La Joconde) is een schilderij van Leonardo da Vinci, dat hij waarschijnlijk tussen 1503 en 1506 vervaardigde. Het hangt in het Musée du Louvre in Parijs.
Het is het portret van een glimlachende dame, waarschijnlijk Lisa Gherardini of voluit Lisa di Antonmaria Gherardini di Montagliari. Zij was de derde echtgenote van Francesco del Giocondo, die waarschijnlijk de opdracht gaf voor het schilderij. De gebruikte techniek is olieverf op paneel (populierenhout). Het behoort tot de weinige werken waarvan men zeker is dat het van de hand van Leonardo zelf is. De Mona Lisa ontvangt als een van de beroemdste kunstwerken ter wereld ongeveer 20.000 bezoekers per dag.

## Naam
In de meeste Romaanse talen wordt het schilderij ‘La Gioconda’ genoemd. Dit betekent in het Italiaans ‘de echtgenote van il Giocondo’, dat wil zeggen Francesco di Bartolomeo di Zanobi del Giocondo, een Florentijnse zijdehandelaar. In het Frans is dit ‘La Joconde’ geworden.
In de meeste andere talen wordt de naam Mona Lisa gebruikt, naar de omschrijving waarmee Giorgio Vasari de geportretteerde aanduidt in zijn boek Le vite de' più eccellenti pittori, scultori e architettori italiani (1550). Dit betekent letterlijk Mevrouw Lisa, waarbij Mona afgeleid is van Monna. Monna of Mona is een samentrekking van madonna, wat meer algemeen 'mevrouw' of 'mijne vrouwe' betekent en verwijst naar een beleefde aanspeektitel. De gebruikelijke samentrekking mona (met één -n-) wordt plaatselijk soms ervaren als incorrect, in Italië zegt men dan ook Monna, niet Mona.

## Beschrijving (iconografie)
De Mona Lisa is het portret van een jonge vrouw met op de achtergrond een berglandschap. Ze zit op een loggia, gesuggereerd door het muurtje achter haar en de fragmentarische kolommen in de beeldrand, in een stoel waarvan de armleuning parallel aan het beeldvlak loopt en als het ware een afsluiting vormt tussen het model en de waarnemer. Haar torso staat schuin ten opzichte van het beeldvlak, maar haar gezicht is naar het beeldvlak gekeerd en ze kijkt de waarnemer aan. Ze draagt donkere kleding en over het haar een doorzichtige zwarte sluier. Die sluier werd dikwijls gezien als een symbool van rouw, maar anderen zeggen dat een dergelijke sluier ook gezien kan worden als een symbool van deugdzaamheid. Haar handen liggen gekruist op de leuning van de armstoel en ze lijkt klaar om een kindje in haar armen te dragen. De dame heeft geen wenkbrauwen of wimpers, maar in 2007 kon Pascal Cotte uit hogeresolutiescans afleiden dat wenkbrauwen en wimpers origineel aanwezig waren maar mettertijd waren uitgewist, misschien bij vroegere restauraties van het schilderij. De kopie die bijna gelijktijdig werd gemaakt en die bewaard wordt in het Prado in Madrid heeft wel wenkbrauwen. Opmerkelijk aan het schilderij is ook de breuk in de horizonlijn van de achtergrond.

### Techniek
Het schilderij was vernieuwend voor zijn tijd, niet alleen door de voorstelling en de positie van het model, maar ook door de techniek. De frontale afbeelding was weinig gebruikelijk voor portretten, maar werd wel veel gebruikt bij afbeeldingen van Onze Lieve Vrouw. Technieken zoals de voorstelling van het model voor een landschap in een architecturale omlijsting werden al gebruikt door de Vlaamse Primitieven in de tweede helft van de 15e eeuw, onder wie Hans Memling, maar de ruimtelijke samenhang, de monumentaliteit en het evenwicht in de compositie waren nieuw.

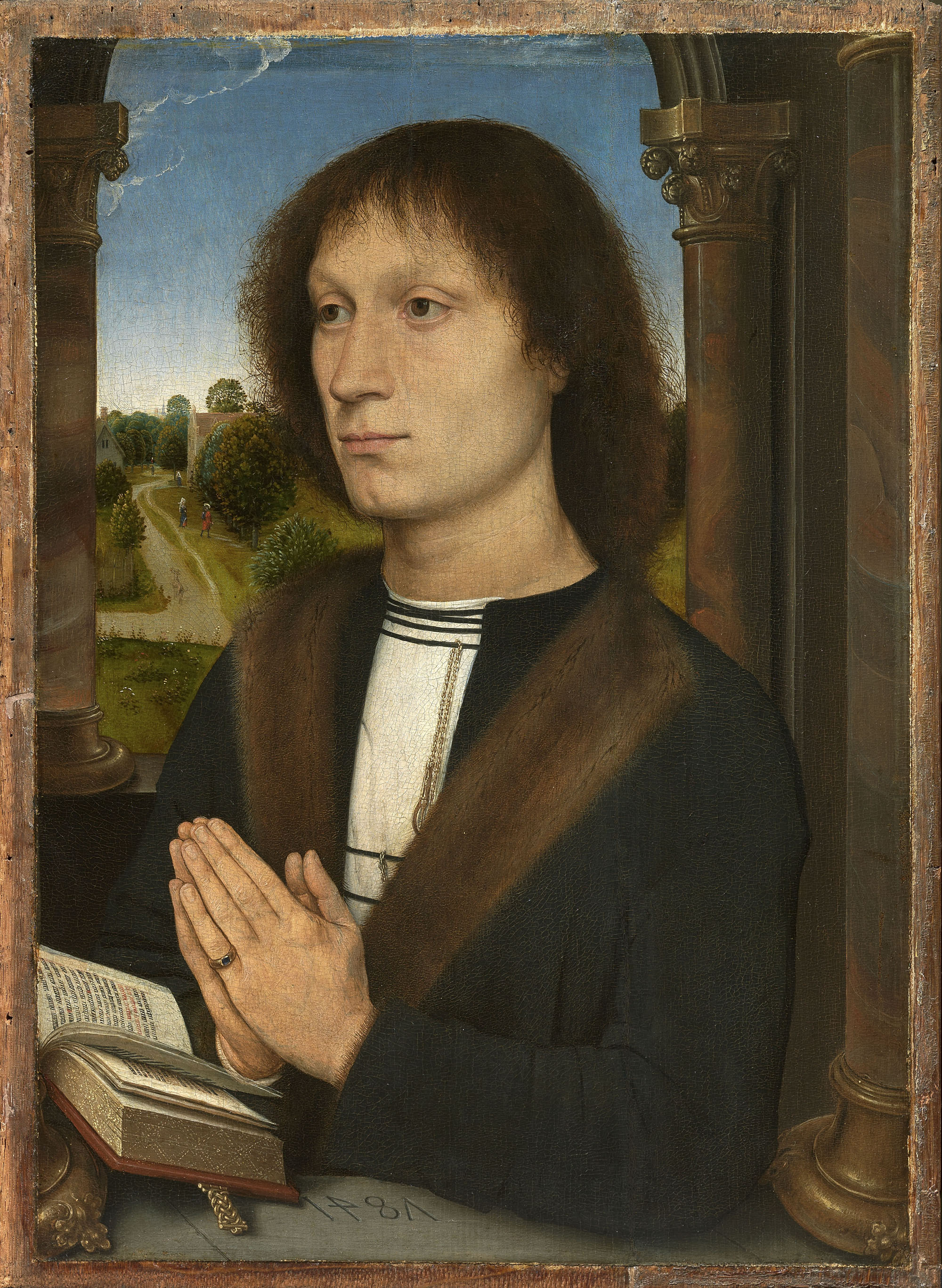
Hans Memling, Portinari-triptiek
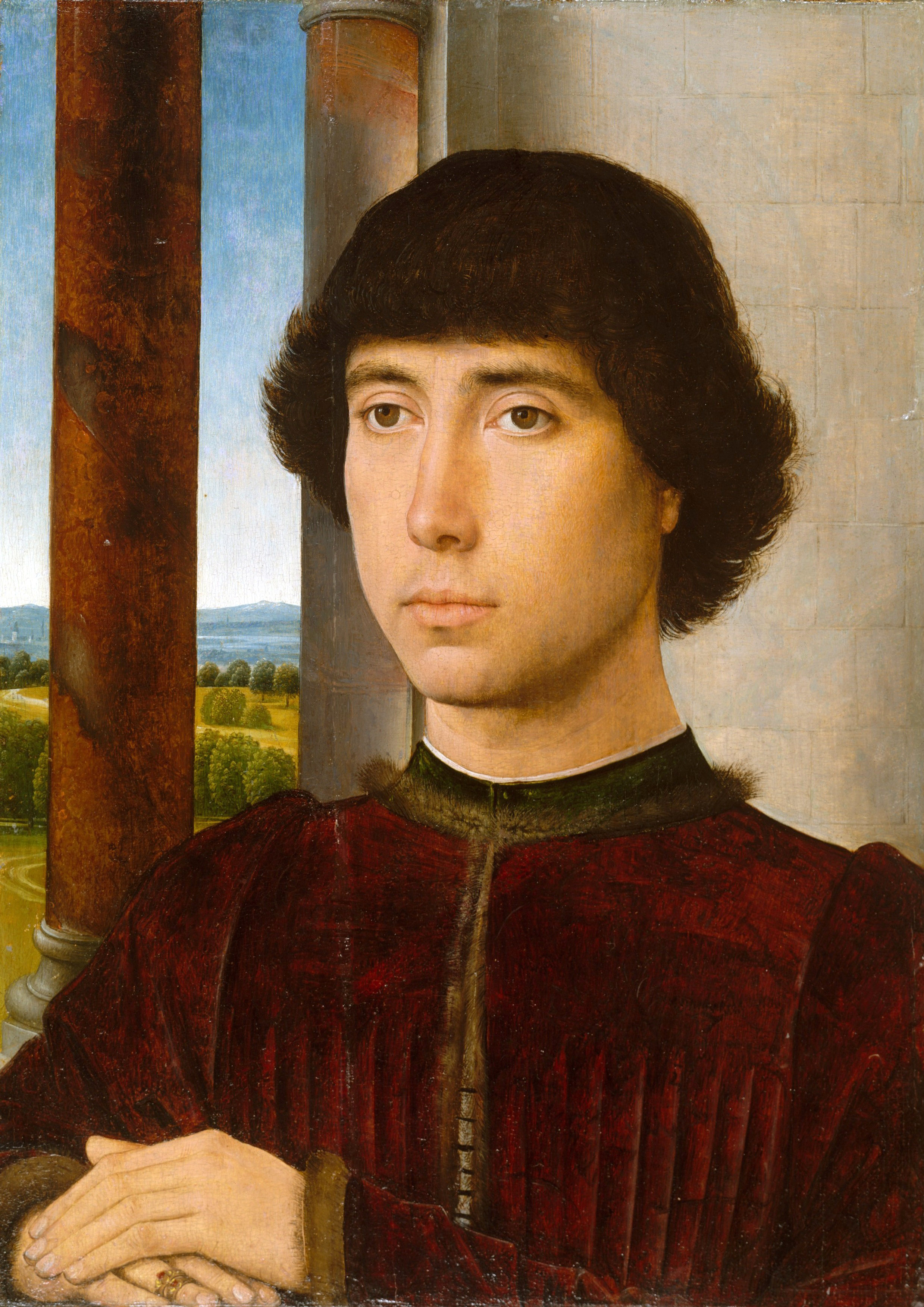
Hans Memling, portret van een man

De achtergrond en de donkere partijen rond het oplichtende gezicht brengen het model duidelijk naar de voorgrond en vestigen de aandacht op haar gezicht dat sereen en natuurlijk is afgebeeld. Leonardo da Vinci is de eerste die het portret zo als het ware een ziel heeft gegeven.
Leonardo da Vinci gebruikte voor de Mona Lisa de sfumatotechniek waarbij de omtrekken van het onderwerp niet worden afgelijnd, maar wazig en onscherp worden gemaakt door verschillende dunne lagen verf over elkaar heen aan te brengen. Deze techniek werd onder meer gebruikt voor de ogen en de mondhoeken. Er zijn ook geen penseelstreken te zien.

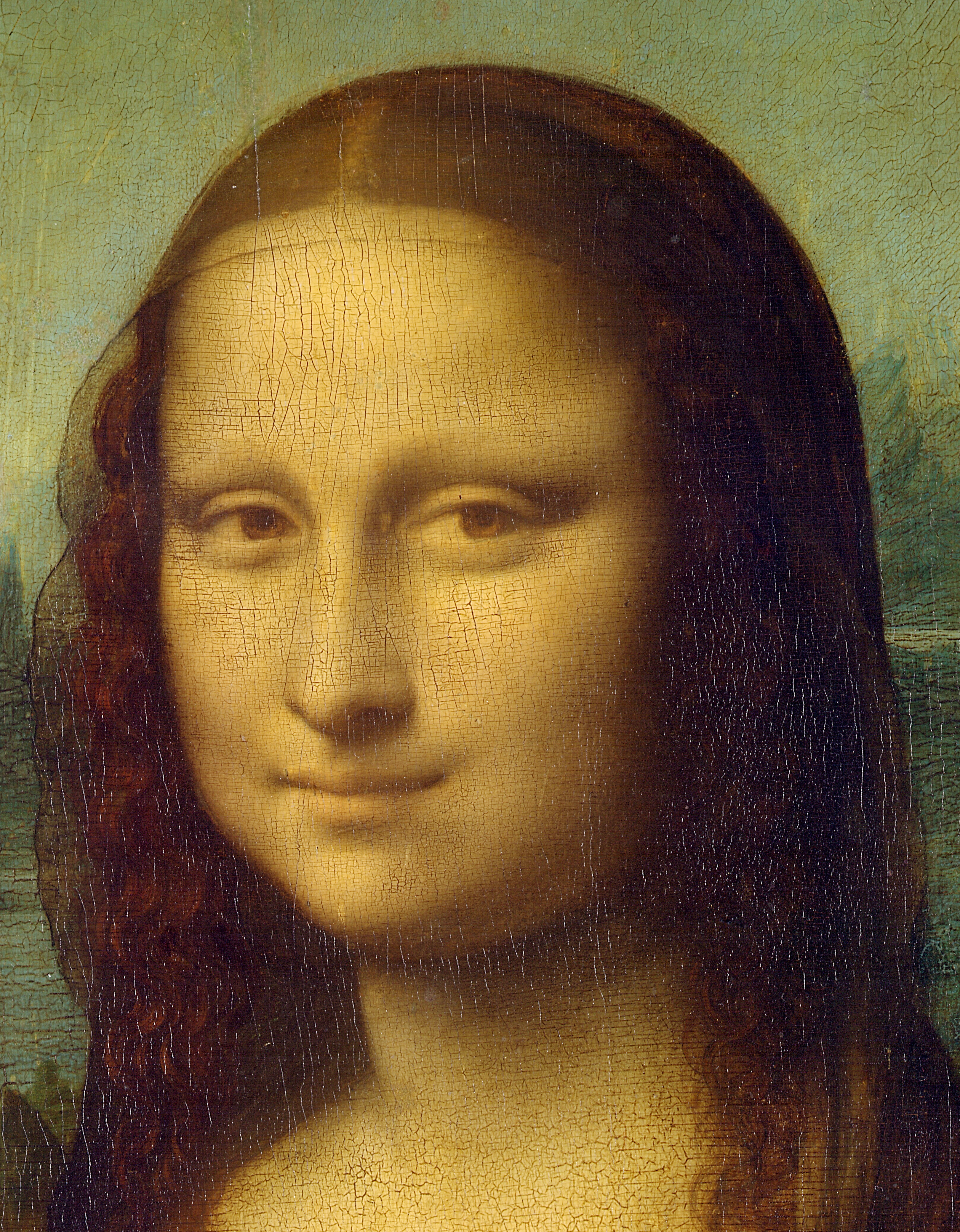
Detail van het paneel
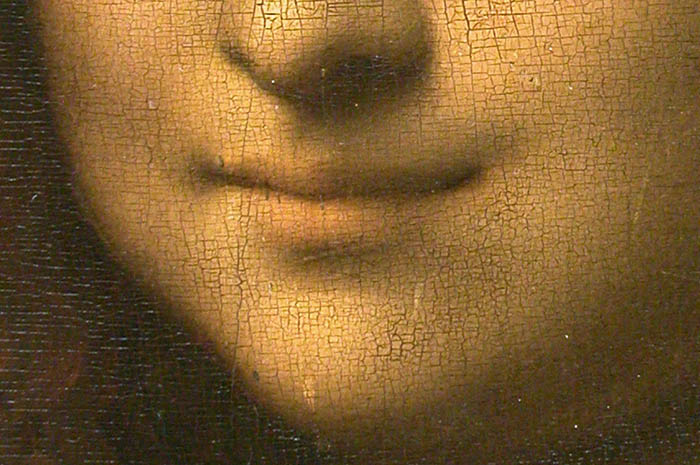
Detail van de lippen
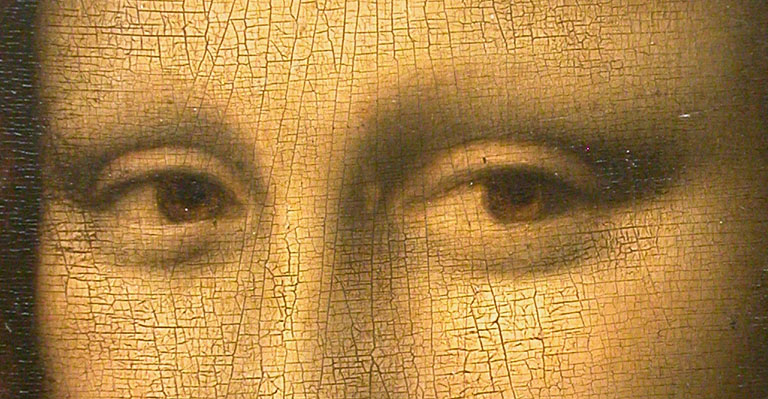
Detail van de ogen

### De glimlach
De glimlach van de Mona Lisa is het handelsmerk geworden van het schilderij zoals de hermelijn (eigenlijk een witte fret) dat is voor dat andere beroemde schilderij van Leonardo De dame met de hermelijn, het portret van Cecilia Gallerani. Men had het schilderij dus evengoed De dame met de glimlach kunnen noemen. Leonardo lijkt van dit idee van blij zijn, van gelukkig zijn, het centrale thema van zijn schilderij te hebben gemaakt; ook al is het dan geen uitbundig vrolijk zijn, de dame lijkt alleszins tevreden en gelukkig. Over de glimlach zijn tientallen theorieën geponeerd. Deze gaan van de glimlach van een gelukkige zwangere vrouw tot een symptoom van de meest diverse ziektes. Software die emoties zou herkennen op basis van de gezichtsuitdrukking herkende er voor 83% geluk in.

### Het landschap
Volgens recent onderzoek van Olivia Nesci, hoogleraar in de geomorfologie aan de universiteit van Urbino, dat werd gepresenteerd op de 8e Internationale Conferentie van Geomorfologie die plaatsvond in Parijs in augustus 2013, zouden er opmerkelijke overeenkomsten zijn tussen de landschappen op het schilderij en sommige reële landschappen in de regio Montefeltro gezien van op de hoogte van Valmarecchia. Merk op dat rond de identificatie van het landschap nog andere theorieën werden voorgesteld, onder meer door de historica Carla Glori, die de brug in het landschap situeert in de heuvels ten zuiden van Piacenza. Maar ook de Burianobrug bij Arezzo werd vroeger al genoemd door Carlo Starnazzi en dit werd verder uitgewerkt door de Canadese kunsthistoricus Donato Pezutto. Dus ook over het landschap op de achtergrond van de Mona Lisa is het laatste woord nog niet gezegd. De hypothese van Borchia en Nesci zal daarom zeker nog verder moeten worden onderzocht.
De meeste kunsthistorici zijn nog altijd van mening dat het landschap achter de raadselachtige dame niet realistisch is of geen geïdealiseerd realistisch landschap voorstelt. Het bevat de klassieke elementen, de rivier, de bergen, de vlakte en een brug die Leonardo heeft samengevoegd tot een ideaal landschap.

## Het model

### Lisa Gherardini
Giorgio Vasari, de Italiaanse kunstschilder en kunstcriticus rapporteerde woordelijk dat Leonardo da Vinci van Francesco del Giocondo de opdracht kreeg een portret te maken van Mona Lisa, zijn echtgenote:
Prese Lionardo a fare per Francesco del Giocondo il ritratto di Monna Lisa sua moglie, e quattro anni penatovi lo lasciò imperfetto, la quale opera oggi è appresso il re Francesco di Francia in Fontanableò.
 In vrije vertaling luidt dit: 
Leonardo maakte een schilderij voor Francesco del Giocondo van zijn echtgenote Mona Lisa (dame Lisa) en werkte er vier jaar aan. Hij liet het werk onafgewerkt en het is nu in het bezit van koning Frans van Frankrijk in Fontainebleau.
 Maar er is ook een vroegere referentie naar het werk door Antonio de Beatis in een rapport over een bezoek door kardinaal Louis van Aragon aan Leonardo da Vinci in augustus 1517 toen die verbleef op het landhuis van Cloux (actueel het kasteel van Clos Lucé bij Amboise. Beatis beschrijft dat de schilder drie werken toonde aan de kardinaal, een portret van een zekere Florentijnse dame naar het leven geschilderd in opdracht van Giuliano de' Medici ten tijde van diens machtsovername in Florence in 1512, een Johannes de Doper en een tafereel met de heilige maagd, het Kind Jezus en de Heilige Anna. De beide andere werken bevinden zich heden ten dage in het Louvre en het is dus waarschijnlijk dat Antonio de Beatis de Mona Lisa zag.
Een inventaris van de bezittingen van Salai bij zijn overlijden in 1525 bevat onder meer een lijst van schilderijen die in het bezit waren van Salai. Daarin wordt een schilderij benoemd met de titel La Joconda (eigenlijk La Honda). Het is niet zeker of het over een kopie gaat of over het origineel (of over een ander schilderij), maar het bevestigt alleszins de naam die ca. 25 jaar later door Vasari gebruikt werd.

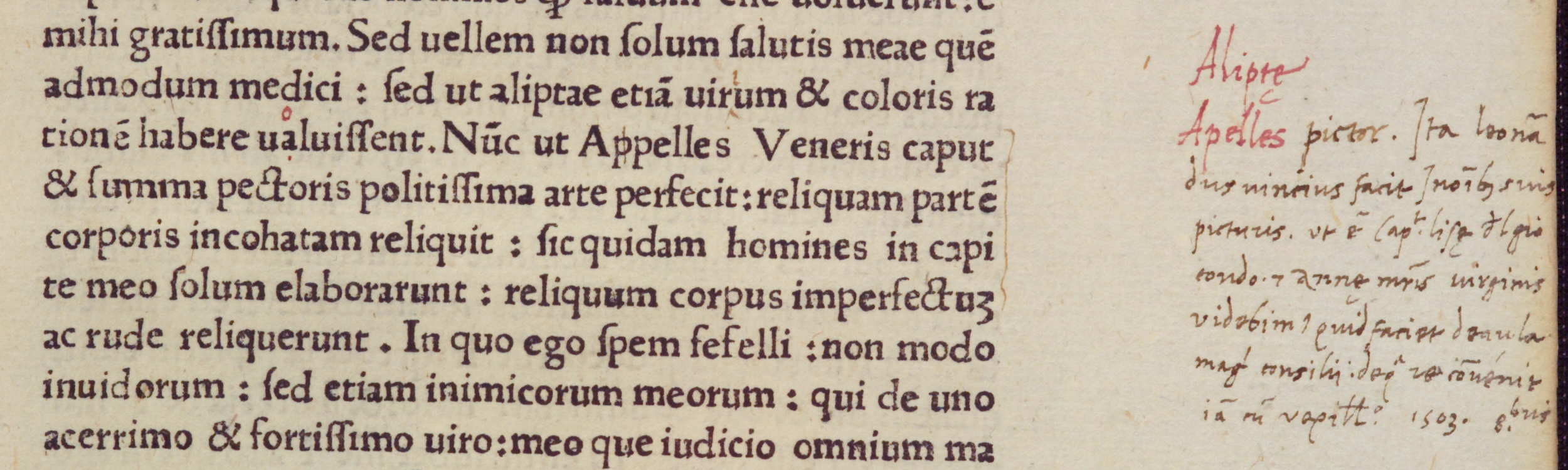
Notitie van Agostino Vespucci

In 2005 ontdekte Armin Schlechter, directeur van de Universiteitsbibliotheek van Heidelberg, in een vroege druk van de Epistolae ad familiares van Cicero (signatuur D 7620 qt. INC) een handgeschreven notitie van de Florentijnse diplomaat Agostino Vespucci over de antieke schilder Apelles die in de tekst genoemd werd. Deze notitie in de marge werd geschreven in oktober 1503 en getuigt ervan dat Leonardo op dat moment aan een portret van Lisa del Giocondo werkte of gewerkt had.

De Latijnse tekst van deze notitie luidde: 
Apelles pictor. Ita Leonardus Vincius facit in omnibus suis picturis, ut enim caput Lise del Giocondo et Anne matris virginis. Videbimus, quid faciet de aula magni consilii, de qua re convenit iam cum vexillifero. 1503 octobris
De vrije vertaling:
Zoals de schilder Apelles. Zo werkte ook Leonardo da Vinci in al zijn schilderijen, bijvoorbeeld bij het hoofd van Lisa del Giocondo en bij Anna de moeder van de Maagd. We zullen zien wat hij gaat doen met betrekking tot de grote zaal van de Raad, waarover hij net een overeenkomst gesloten heeft met de Gonfaloniere. Oktober 1503
Niet alleen bevestigt deze tekst wat Vasari schreef, hij laat ook een vrij precieze datering van het werk toe. Niettemin blijven sommige onderzoekers aan de identiteit van het model twijfelen. Ze zeggen dat Vasari en voor hem Agostino Vespucci weliswaar schreven dat Da Vinci een portret van Lisa Gherardini maakte, maar dat er geen informatie is die toelaat dit portret te identificeren als de Mona Lisa van het Louvre.

### Andere hypothesen
Ondanks de vrij duidelijke aanwijzingen dat het om Lisa Gherardini gaat, een hypothese die ondertussen door het merendeel van de historici wordt aangenomen, zijn er nog steeds theorieën die het model vereenzelvigen met andere personen, onder wie:
- Isabella van Napels[17]
- Pacifica Brandani, de moeder van Ippolito de' Medici, bastaardzoon van Giuliano de' Medici[18]
- Cecilia Gallerani[19] (De dame met de hermelijn)
- Costanza d'Avalos, hertogin van Francavilla[20]
- Isabella d'Este
- Catherina Sforza[21]
- Isabella Gualanda[22][23]
- Gian Giacomo Caprotti da Oreno beter bekend als Salai,[24] assistent en erfgenaam van Leonardo da Vinci die hem vergezelde op zijn reis naar Frankrijk en dikwijls genoemd wordt als de minnaar van Leonardo. Deze theorie wordt ondersteund doordat de letters L en S in de ogen van de Mona Lisa zijn gevonden en er overeenkomsten bestaan tussen de Mona Lisa en een zelfportret van Salai.[25] De theorie van Silvano Vinceti, wordt tegengesproken door het Louvre en door professor Franco Cardini van de universiteit van Florence.[26]
- Zelfportret

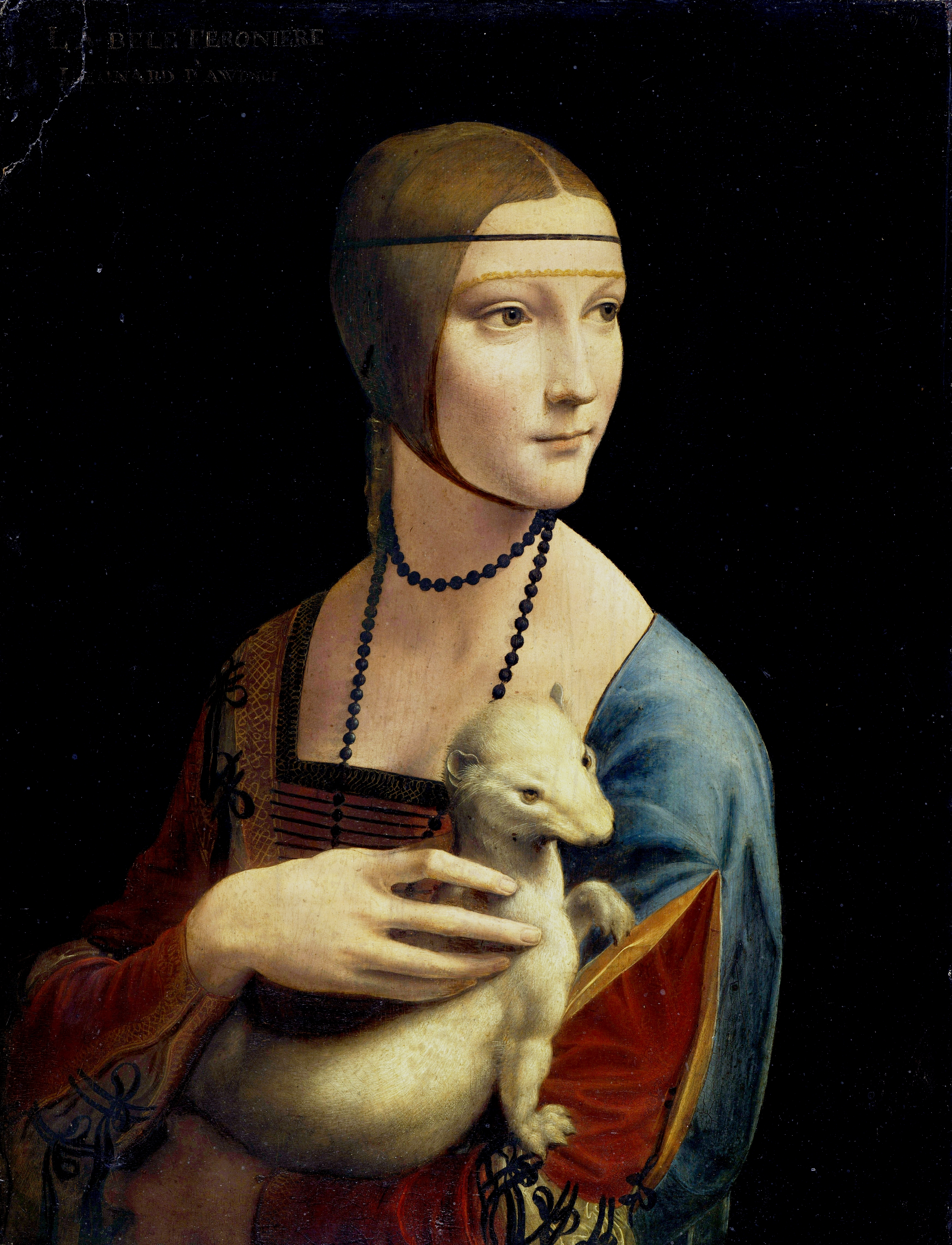
Leonardo da Vinci, Cecilia Gallerani
Titiaan, Isabelle d’Este
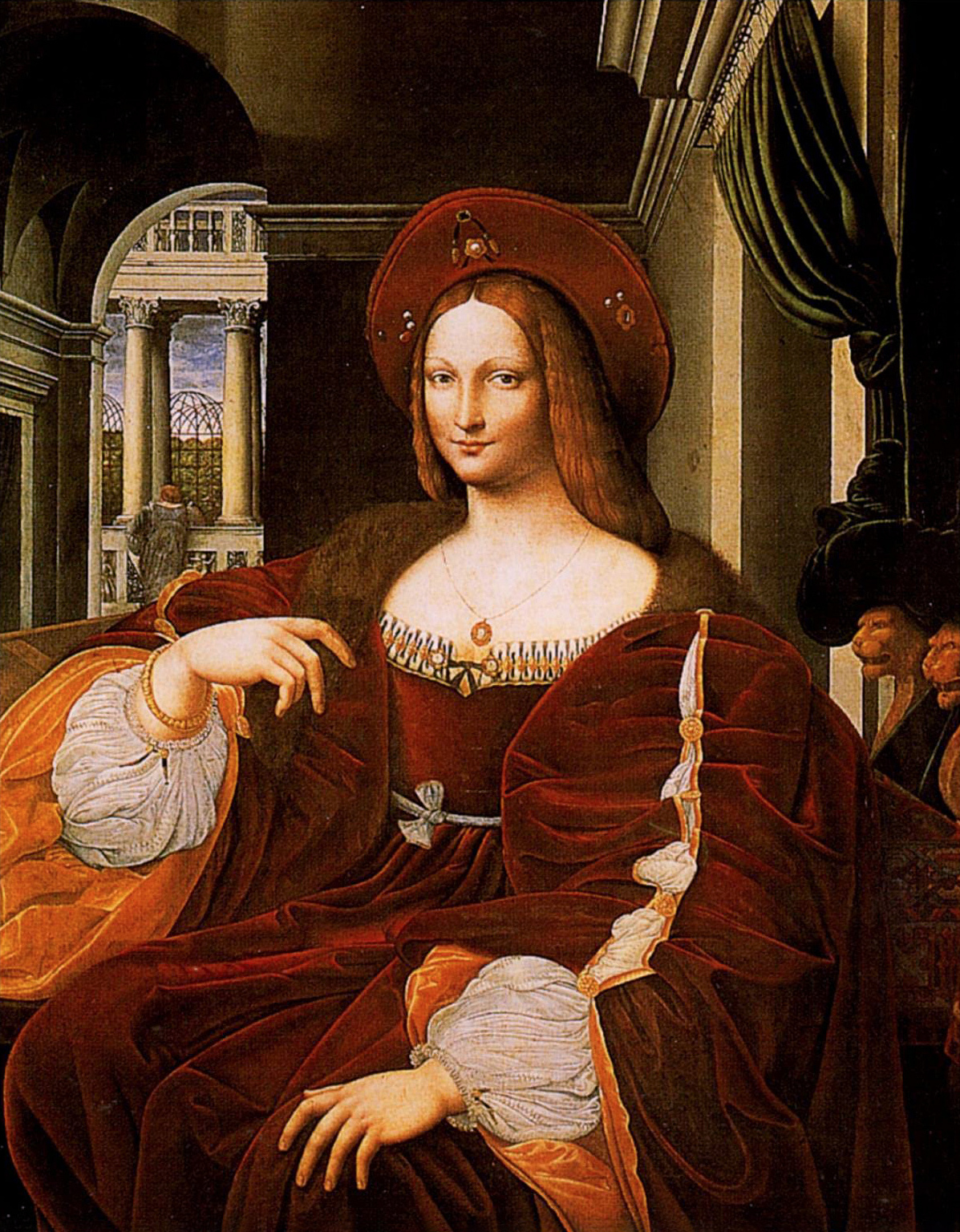
Raffaello Sanzio, Isabella van Napels
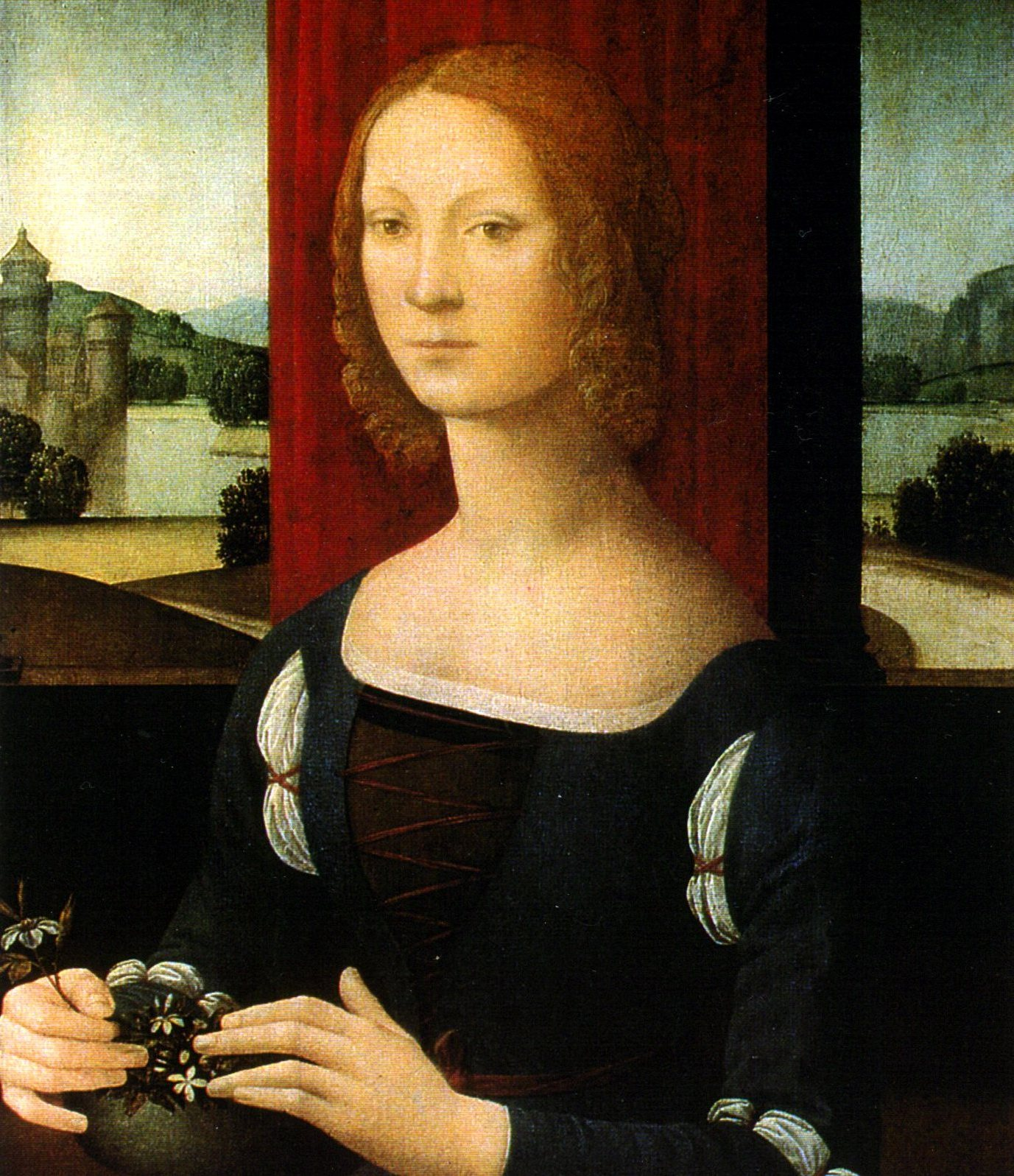
Lorenzo di Credi, Catherina Sforza
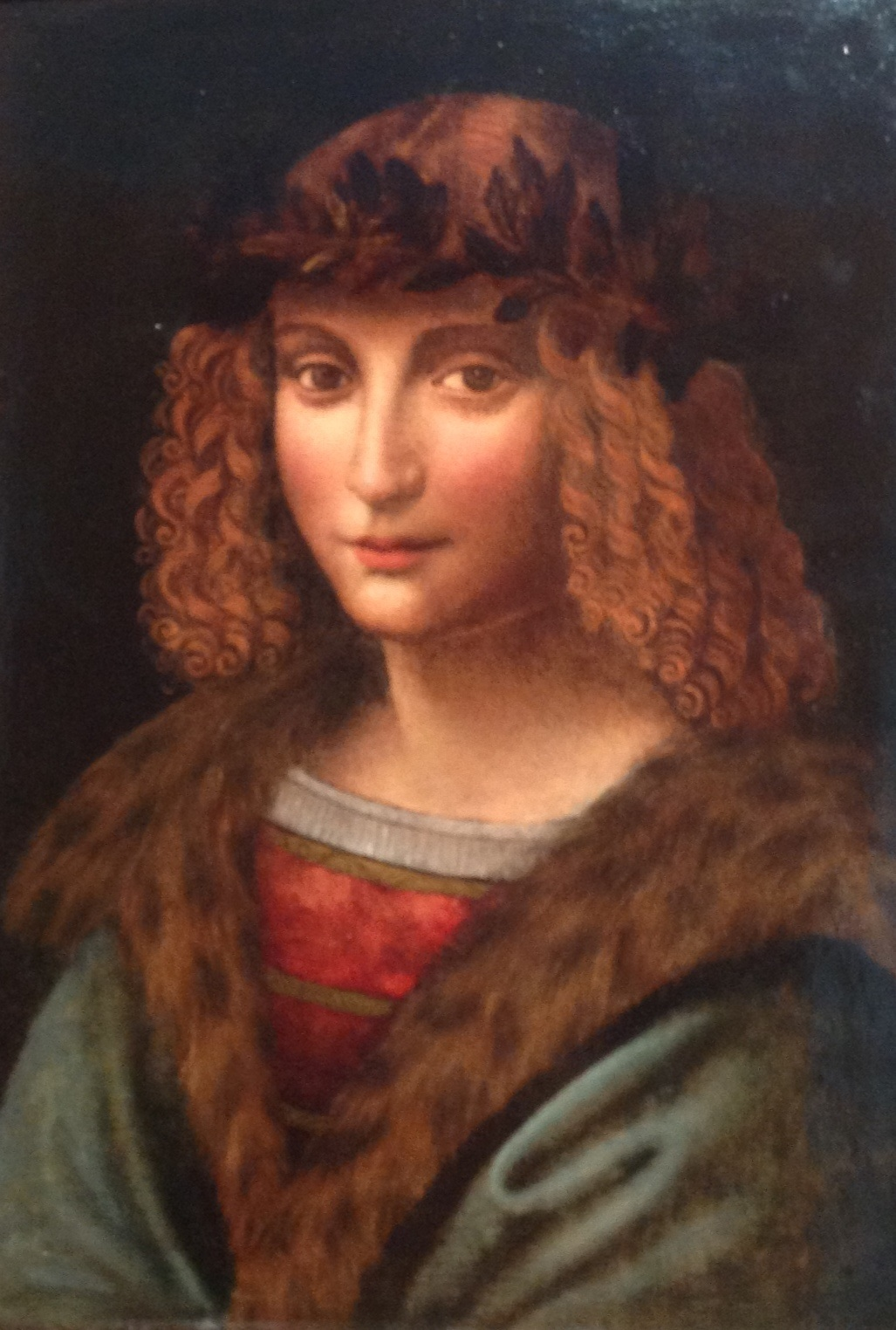
Salai omgeving van Leonardo da Vinci
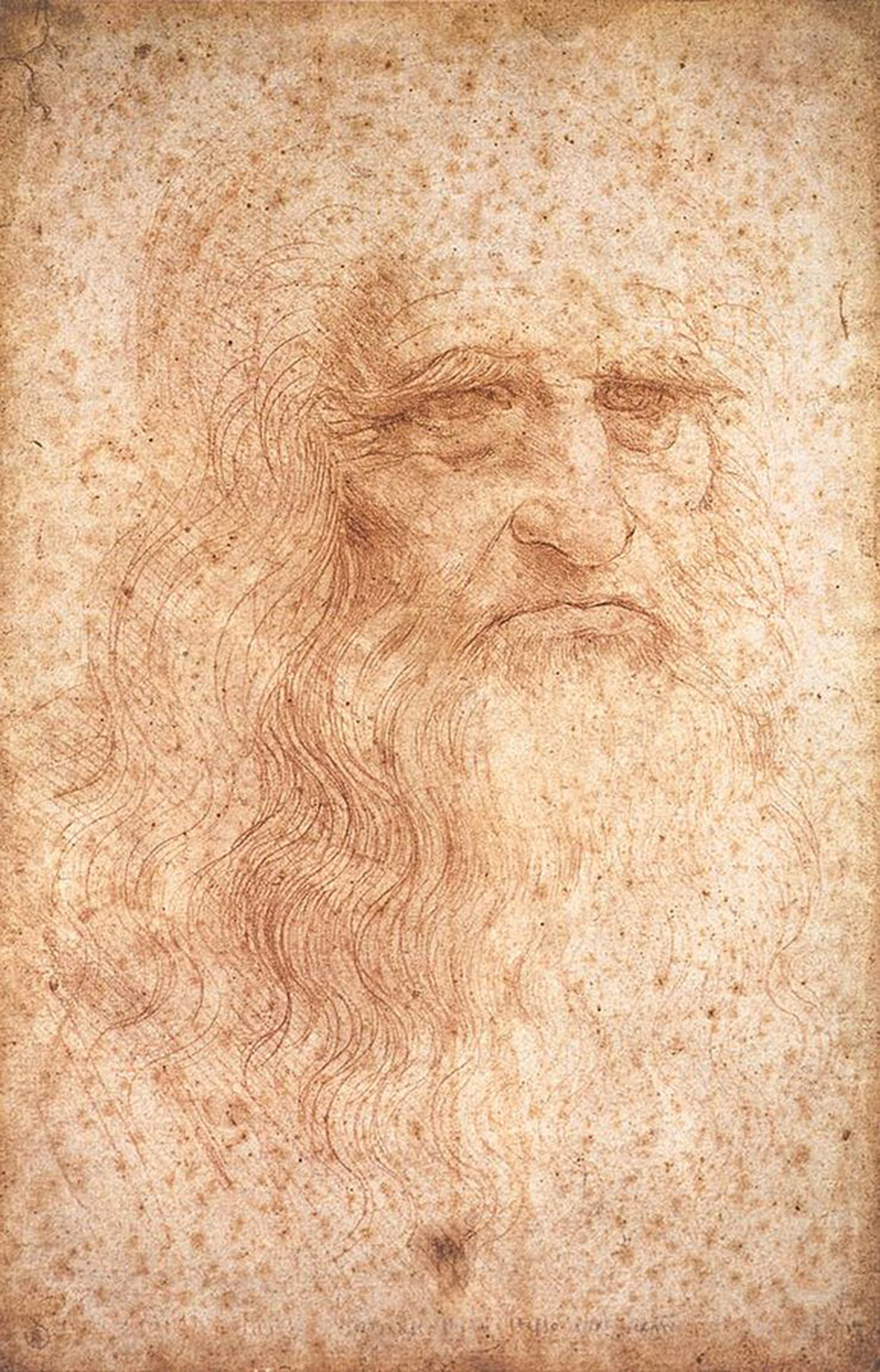
Leonardo da Vinci, zelfportret

Hoe het ook zij, de overvloed aan theorieën, verhalen en fabels rond het schilderij heeft bijgedragen aan de populariteit ervan. De mythe rond de Mona Lisa is ontstaan uit de Noord-Europese fascinatie met de Italiaanse renaissance en in de romantiek werd zij gezien als een perfect voorbeeld van de "femme fatale".

## Geschiedenis

### 16e en 17e eeuw
Het rapport van de secretaris van kardinaal Louis van Aragon, Antonio de Beatis, dateert het werk tussen 1512-1517 maar als we aannemen dat Lisa Gherardini inderdaad het model was zoals Vasari schreef moeten we het ontstaan van het schilderij situeren in de tweede Florentijnse periode van Leonardo tussen 1503 en 1507. Dit kadert vrij goed met de notitie uit Heidelberg die dateert van oktober 1503. Ook drie van Raphaëls vroege Florentijnse werken van 1504 - 1506 zijn beïnvloed door het werk van Leonardo.
Leonardo heeft het schilderij niet afgeleverd bij de opdrachtgever maar het meegenomen naar Frankrijk toen hij zich daar vestigde op uitnodiging van Frans I in 1516. Vasari zegt dat Leonardo nooit afstand van het werk deed en men neemt aan dat Leonardo tot op het einde van zijn leven correcties heeft aangebracht. Uit vergelijking met de Mona Lisa van het Prado, die tegelijkertijd gemaakt zou zijn, meent Vincent Delieuvin, conservator aan het Louvre, te mogen afleiden dat de achtergrond geschilderd werd tussen 1510 en 1519. Het landschap zou gedeeltelijk gebaseerd zijn op een tekening van Leonardo die zich bevindt in de Britse koninklijke collectie en gedateerd wordt op 1515-1520.
Dat het werk zich later in de collectie van het Franse koningshuis bevond staat vast, men weet dat in 1625 een portret "la Gioconda" genoemd door Cassiano dal Pozzo werd beschreven in een beschrijving van een aantal werken in de collectie van het Franse koningshuis. Andere bronnen zouden het schilderij vermelden als decoratie in de "salle du bain" in Fontainebleau in 1542.
Maar hoe het daar terechtkwam blijft onzeker. Sommigen denken dat het door Leonardo zelf werd verkocht aan Frans I voor 4.000 gouden ecu’s, anderen zijn van mening dat het werk geërfd werd door Salai, samen met de andere werken die zich nog in het atelier bevonden. Het schilderij dat in de nalatenschap van Salai werd aangetroffen kan natuurlijk ook het werk zijn dat later in het Prado terechtkwam.
Van Fontainebleau, waar het in 1646 nog het gouden kabinet van Anne van Oostenrijk versierde, werd het schilderij van de Mona Lisa door Lodewijk XIV overgebracht naar Parijs. In 1565-1566 verhuist het doek van het Palais du Louvre naar de galerie des Ambassadeurs in het palais des Tuileries. Tussen 1690 en 1695 wordt het paneel overgebracht naar het kasteel van Versailles door Lodewijk XIV en opgehangen in de galerie du roi.

### 18e en 19e eeuw
In 1797, tijdens de Franse Revolutie, werd la Joconde overgebracht naar het salon carré van het Muséum central des arts de la République, het toekomstige Musée du Louvre. Enkele jaren later, in 1801, werd het schilderij door Napoleon Bonaparte overgebracht naar de Tuileries en opgehangen in de appartementen van Joséphine en niet in de slaapkamer van Napoleon, zoals dikwijls wordt gezegd. In 1802 keerde het terug naar het Louvre. Tijdens de Frans-Duitse Oorlog van 1870 tot 1871 werd het paneel in veiligheid gebracht in de kelders van het arsenaal van Brest.

### De diefstal in 1911
Op 21 augustus 1911 werd de Mona Lisa op klaarlichte dag gestolen. De volgende dag ontdekte de schilder Louis Béroud de diefstal. Op de plaats in de Salon Carré waar de Mona Lisa had moeten hangen, bevonden zich nu slechts vier ijzeren haakjes. Béroud informeerde bij de bewaking waar het schilderij was en zij dachten dat het was overgebracht naar het fotoatelier van de firma Braun. De bewakingsdienst stuurde iemand naar het fotoatelier om het schilderij terug te halen, maar die keerde onverrichter zake terug. Toen sloeg de paniek toe.

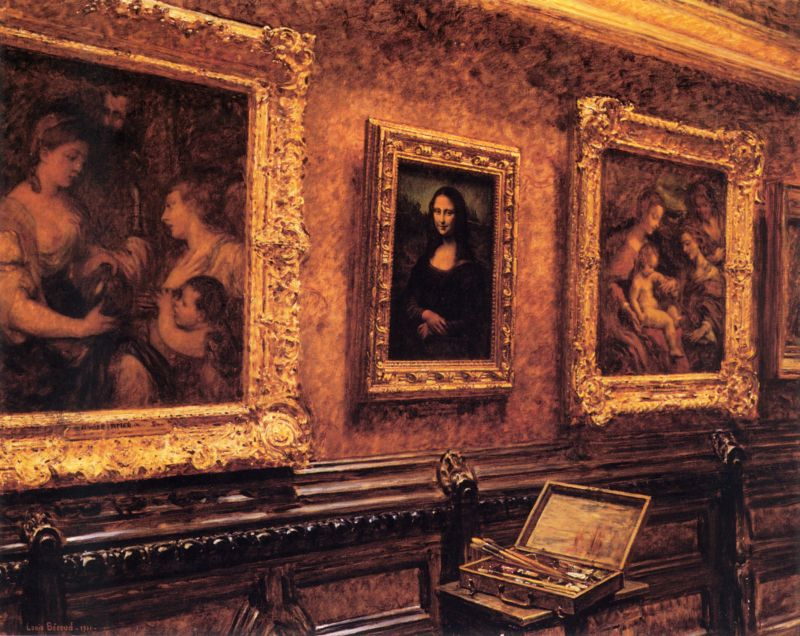
De Mona Lisa in het Louvre van Louis Béroud

Bij het onderzoek dat volgde werd de dichter Guillaume Apollinaire aangehouden en ondervraagd, hij had immers ooit verklaard dat men het Louvre moest afbranden en was betrokken bij de diefstal van enkele beeldjes en maskers door Géry Pieret enkele jaren daarvoor. Pieret bezorgde op 28 augustus aan de krant Paris-Journal een van de gestolen beeldjes, eiste de diefstal van La Joconde op en eiste 150.000 frank losgeld. Ook Pablo Picasso werd langdurig ondervraagd, hij had van Pieret enkele van de gestolen beeldjes en de Fenicische maskers gekocht omwille van hun primitieve aspect. Zijn schilderij "Les demoiselles d’Avignon" werd hierdoor nog beïnvloed.
Maar het onderzoek liep al snel dood en men ging ervan uit dat het schilderij voorgoed verdwenen was. De dader van de diefstal, Vincenzo Peruggia, was een Italiaan en had als glazenier meegewerkt aan een project om belangrijke kunstwerken achter glas in te kaderen. Hij had zich in een bezemkast verstopt en was op de sluitingsdag van het Louvre met het schilderij onder zijn jas het museum uitgelopen. Hij bewaarde het schilderij gedurende twee jaar in een houten koffer onder zijn bed in een logement in Parijs. In 1913 keerde hij terug naar Italië en bood op 10 december 1913 de Mona Lisa te koop aan bij een Florentijns antiquair Alfredo Geri. Die maakte op 11 december een afspraak met Vincenzo Peruggia in Hotel Tripoli, kamer 20 en ging naar de afspraak in gezelschap van de toenmalige directeur van het Uffizi, Giovanni Poggi. Geri en Poggi herkenden het doek en namen het mee voor een zogezegde expertise. De dief werd gearresteerd en het hotel wijzigde zijn naam in Hotel Gioconda; men kan er tegenwoordig nog altijd kamer 20 boeken.
Voor het terugkeerde naar Frankrijk werd het werk tentoongesteld in de Uffizi in Firenze, in de Franse ambassade in Rome en in de Galleria Borghese. Peruggia die tijdens zijn proces verklaarde dat hij had gehandeld uit patriottisme om een werk, waarvan hij dacht dat het door Napoleon gestolen was terug te brengen naar Italië, kreeg een straf van één jaar en veertien dagen, die later werd teruggebracht tot zeven maanden en veertien dagen.

### 20e en 21e eeuw
In de Eerste Wereldoorlog werd de Mona Lisa in veiligheid gebracht, eerst in Bordeaux en later in Toulouse. Na de oorlog keerde het werk terug naar het Louvre.

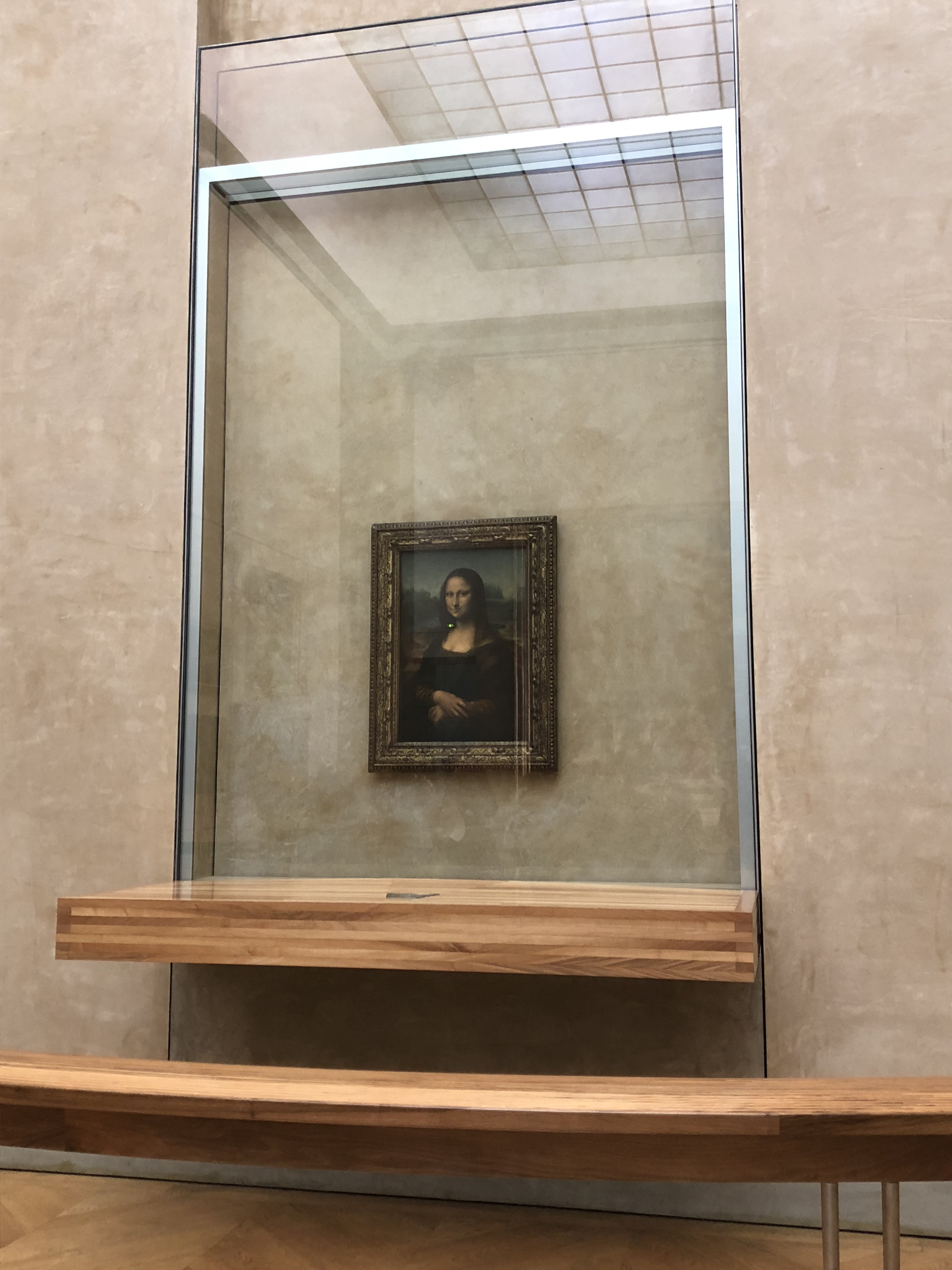
Mona Lisa in het Louvre 2018

Toen in 1938 Hitler het Sudetenland binnenviel, werd het schilderij uit veiligheidsoverwegingen uit het Louvre weggehaald, maar het keerde er na de akkoorden van München terug. Toen de Tweede Wereldoorlog uitbrak, werd La Joconde eerst naar het kasteel van Chambord gebracht en van daar naar de abdij van Loc-Dieu, vervolgens naar het Musée Ingres in Montauban. Het werk werd teruggebracht naar Chambord en van daar meegenomen door René Huyghe, conservator aan het Louvre naar het kasteel van Montal in Quercy in het departement Lot. Ook daarna wisselde de Mona Lisa nog enkele keren van verblijfplaats in de departementen Lot en in de streek van de Causses om op 17 juni 1945 terug te keren naar Parijs.
Na haar omzwervingen tijdens de oorlog werd de mooie Florentijnse nog een aantal keer belaagd. In 1956 werd zuur over de onderkant van het schilderij gegoten en in december van datzelfde jaar gooide een Boliviaanse toerist een steen naar het schilderij, die het glas verbrijzelde en de verflaag aan de linkerelleboog beschadigde.
De Mona Lisa ging ook nog op reis. Van december 1962 tot maart 1963 was het werk in de Verenigde Staten. Het werd tentoongesteld in de National Gallery in Washington en daarna in het Metropolitan Museum in New York. Er zouden 1,7 miljoen bezoekers geteld zijn. In 1974 werd het paneel uitgeleend voor tentoonstellingen in Moskou en in Tokio.

## Kopieën
Zowel in zijn vroege geschiedenis als in latere eeuwen zijn er talloze kopieën gemaakt van de Mona Lisa.

### De Mona Lisa van het Prado
De meest interessante is waarschijnlijk de kopie die bewaard wordt in het Prado te Madrid en die waarschijnlijk gemaakt werd door de leerlingen van Leonardo in zijn atelier in Florence. Bij het onderzoek met infraroodreflectografie legde men de ondertekeningen van het werk uit het Prado vast. Deze ondertekening was zeer gelijkaardig aan de ondertekening die men gevonden had bij het onderzoek van het origineel door het Louvre in 2004. Men kon zelfs vaststellen dat er gelijkaardige wijzigingen aan beide werken werden aangebracht tijdens hun realisatie. Deze gelijkaardige evolutie van het origineel en van de kopie wijzen op een gelijktijdig geschilderde kopie, onder controle van de meester zelf.

### De Isleworth Mona Lisa
Op 27 september 2012 werd in het hotel Beau Rivage in Genève een Mona Lisa gepresenteerd die volgens de associatie die eigenaar is van het werk, een vroege versie van de Mona Lisa zou zijn. Het schilderij toont onmiskenbaar dezelfde vrouw maar een aantal jaar jonger. Volgens de groep van eigenaars zou dit het portret zijn van Lisa del Giocondo dat door Vasari werd genoemd en aan Francesco del Giocondo werd bezorgd en zou de Mona Lisa van het Louvre een latere versie van het schilderij zijn die Leonardo voor zichzelf maakte. Volgens Henry F. Pulitzer in zijn werk Where is the Mona Lisa?  heeft Giovanni Lomazzo, een kunsthistoricus, in zijn Trattato dell'arte della Pittura Scultura ed Architettura van 1584 het over de werken "della Gioconda, e di Mona Lisa", dus twee verschillende werken. De authenticiteit van dit werk wordt erg betwijfeld door de meeste kunsthistorici. Henry Pulitzer was eigenaar van het werk en dus geen neutrale partij.

### Andere
Andere bekende kopieën zijn onder meer:
- De Mona Lisa in de Vernoncollectie[40]
- De Mona Lisa van het Walters Art Museum[41]
- De Reynolds-Mona Lisa (privécollectie) die door de hertog van Leeds in ca. 1790 met Joshua Reynolds gewisseld werd voor een zelfportret van Reynolds.
- Mona Lisa van het Nasjonalmuseet for kunst, arkitektur og design in Oslo, gesigneerd Bernardino Luini
- Mona Lisa in het Musée d’art ancien et contemporain d’Épinal. (17e eeuw)
- Mona Lisa Hekking (privécollectie) Door antiekhandelaar Raymond Hekking in de jaren 50 in Nice gekocht voor (omgerekend) 5 euro en op 18 juni 2021 door veilinghuis Christie's voor 2,9 miljoen euro verkocht aan een anonieme koper[42]

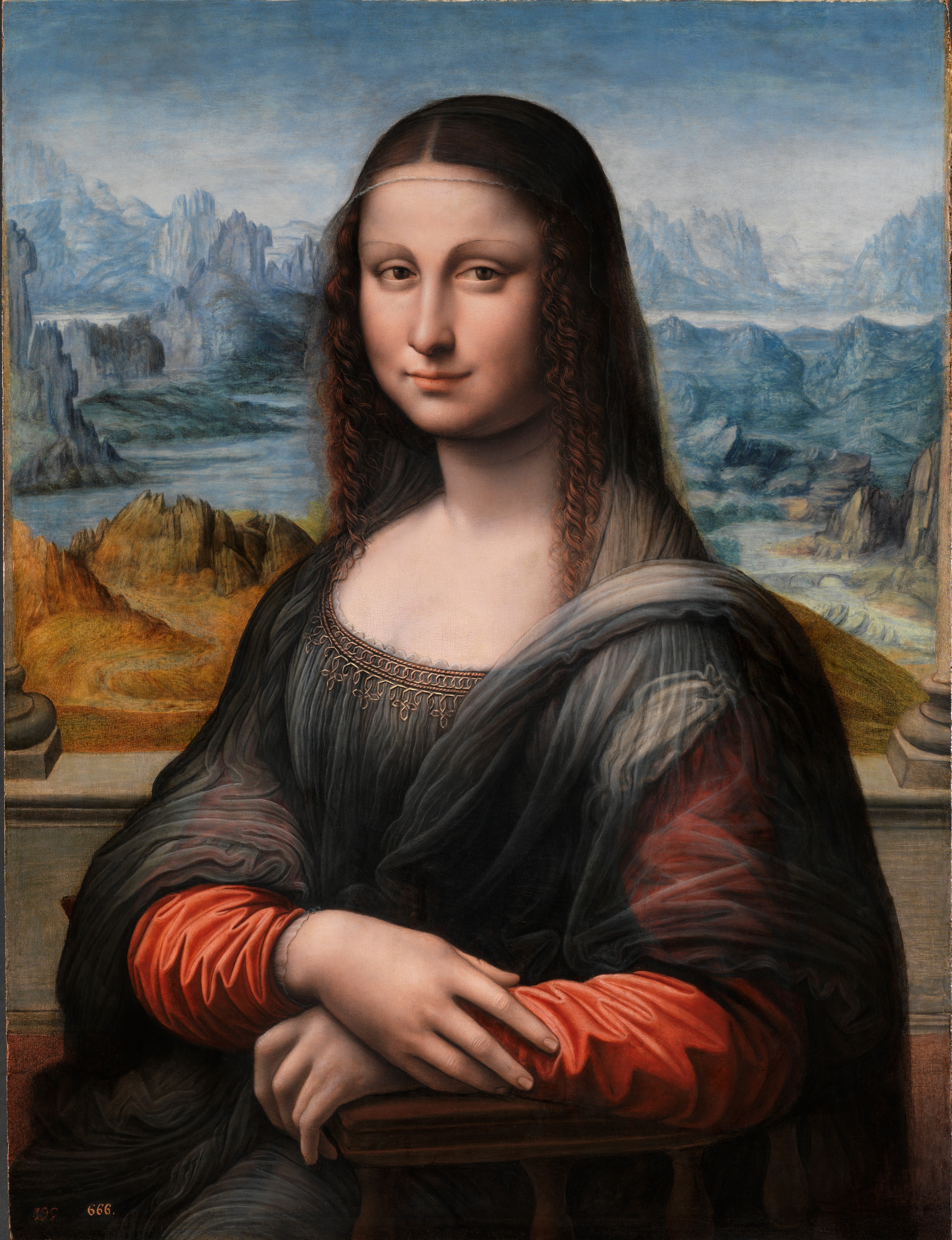
Mona Lisa van het Prado na restauratie
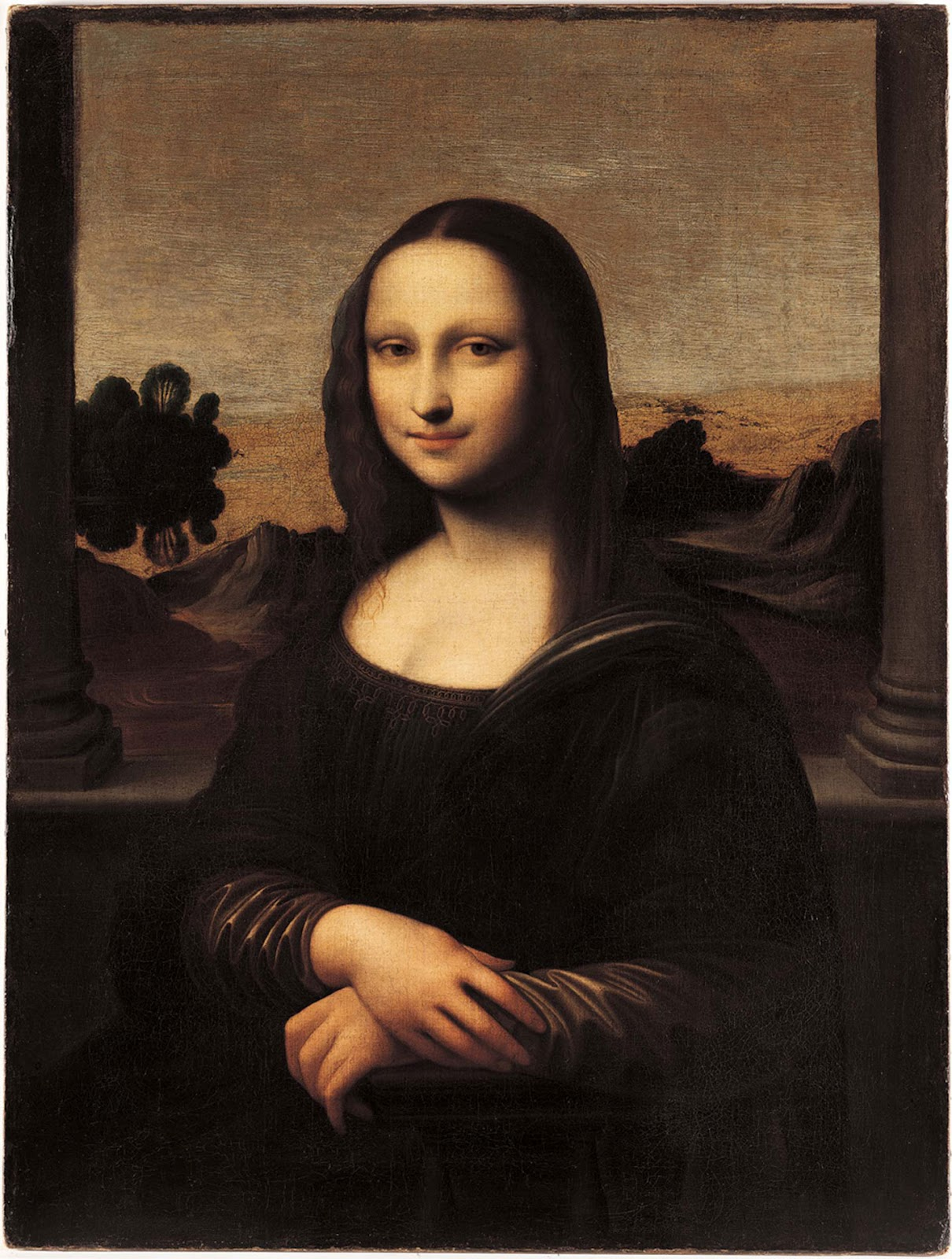
De Isleworth-Mona Lisa
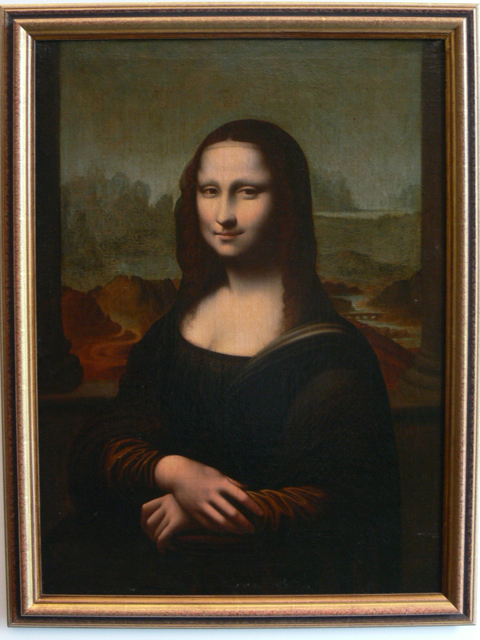
Mona Lisa in het Musée d’art ancien et contemporain d’Épinal.
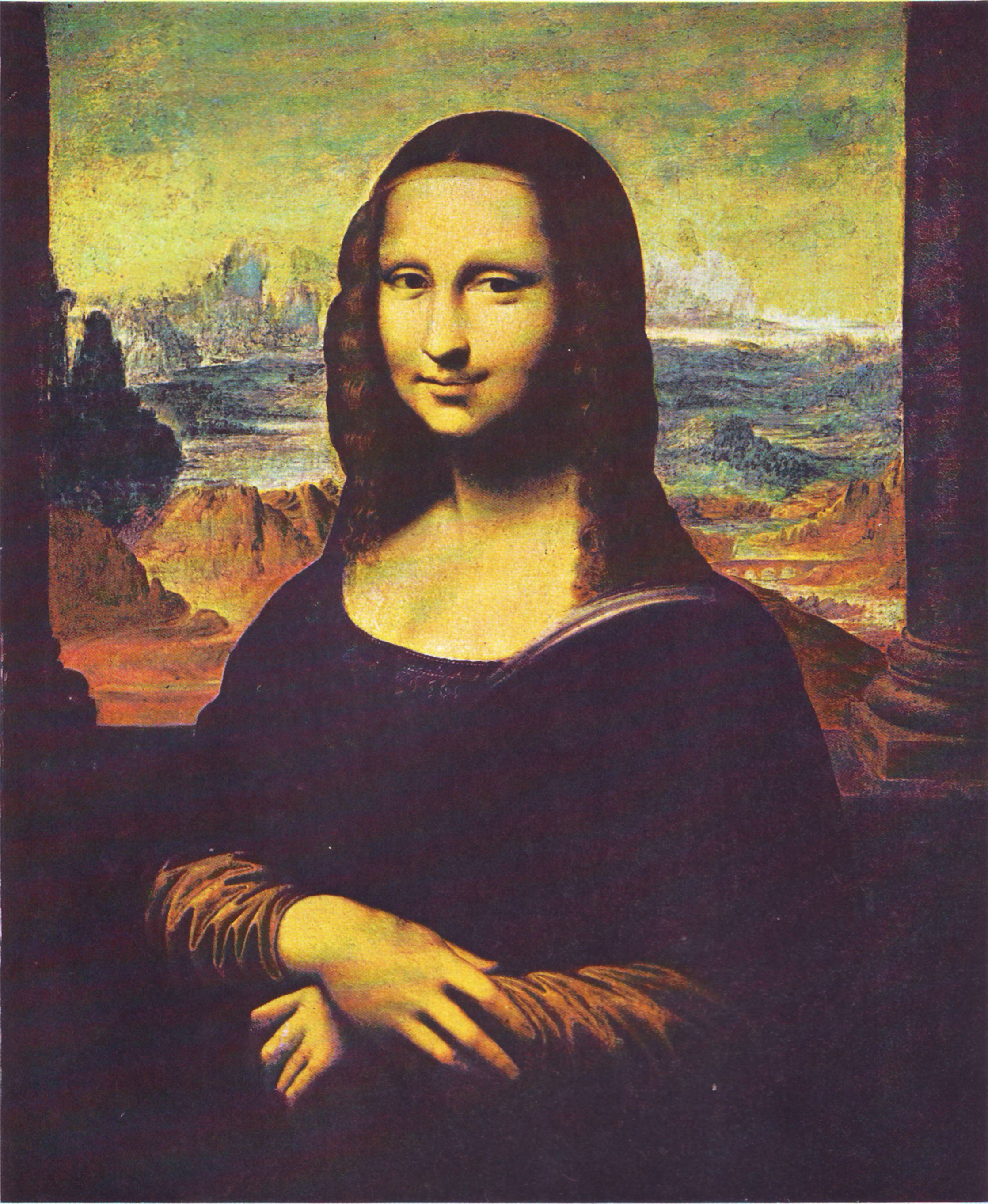
Mona Lisa uit de Vernoncollectie
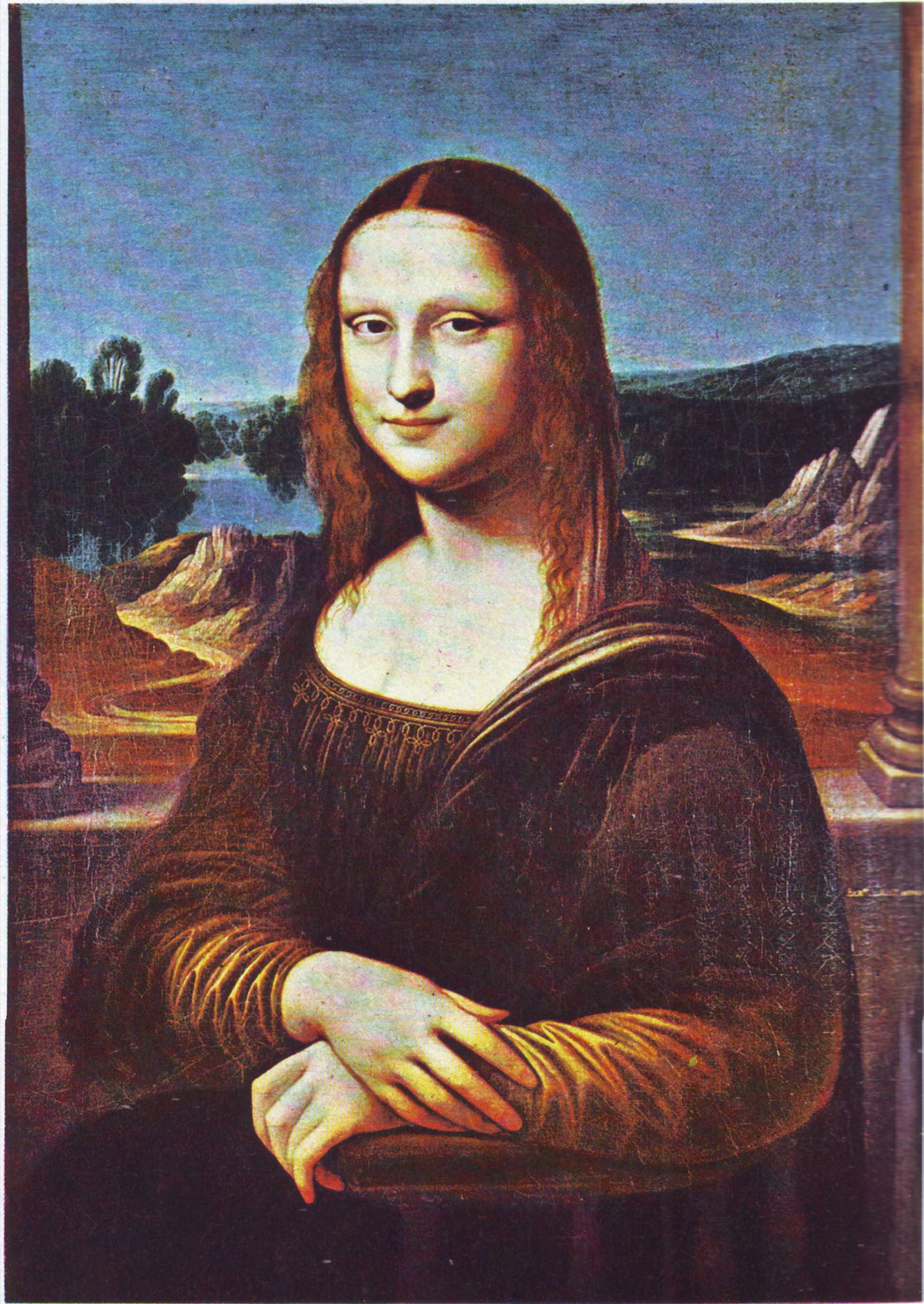
Mona Lisa in het Nasjonalmuseet in Oslo
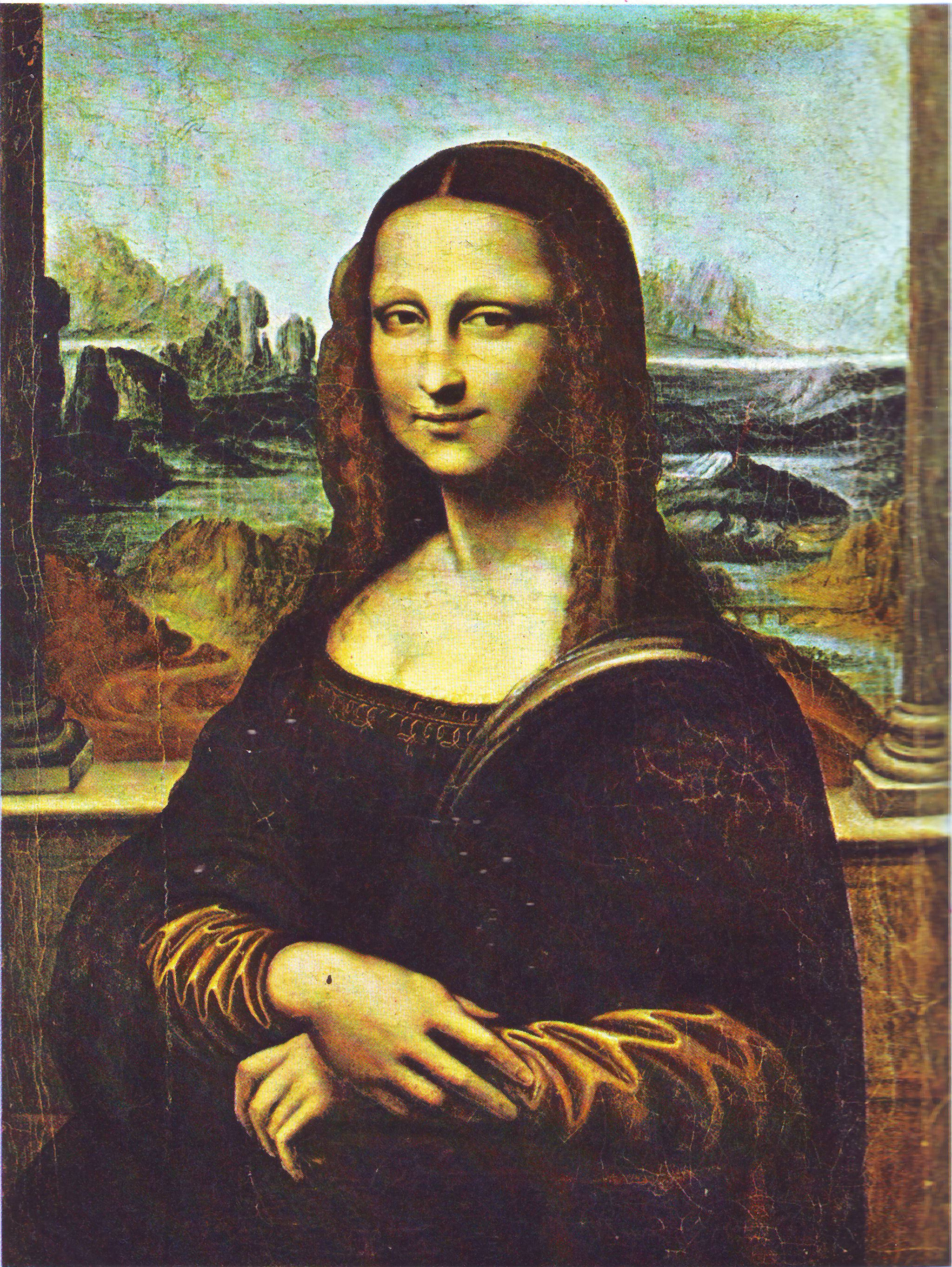
Mona Lisa in de Walters Art Gallery

## Bewerkingen
De Mona Lisa werd ontelbare keren bewerkt door moderne kunstenaars. Een lijst van enkele van die werken kan men hieronder vinden:
- Eugène Bataille, Le Rire, 1887
- Kasimir Sewerinowitsch Malewitsch, Zonsverduistering met Mona Lisa, 1914
- Marcel Duchamp, L.H.O.O.Q. (Elle a chaud au cul), 1919,[43] en L.H.O.O.Q. rasée, 1965[44]
- Fernand Léger, La Joconde aux clefs, 1930
- Salvador Dalí, Dalí als Mona Lisa, 1954[45]
- Fernando Botero, Mona Lisa, Age Twelve, 1959
- Andy Warhol, Thirty Are Better Than One, 1963
- Tom Wesselmann, Great American Nude No. 31
- Robert Filliou, La Joconde est dans les escaliers, 1969
- Paul Wunderlich, In tears, 1972
- Robert Arnesons Skulptur George [Washington] and Mona in the Baths of Coloma, 1976
- Joseph Beuys, Giocondologie, 1963[46]
- Sophie Matisse, The Monna Lisa (Be Back in 5 Minutes)[47]